# منتخب بابوا غينيا الجديدة لكرة القدم للسيدات
منتخب بابوا غينيا الجديدة الوطني لكرة القدم للسيدات هو ممثل بابوا غينيا الجديدة الرسمي في المنافسات الدولية في كرة القدم في فئة كرة قدم نسائية.